# Observatoire d'Anatolie orientale
 (mars 2020).
 (janvier 2025).
L'Observatoire d'Anatolie orientale (en turc Doğu Anadolu Gözlemevi, en abrégé DAG) est un projet d'observatoire astronomique au sol de l'Université Atatürk qui serait installé à Erzurum, en Turquie.
Le projet est mené par le Centre de recherche et d'applications astrophysiques de l'Université Atatürk avec la coordination de l'Observatoire national TÜBİTAK et le soutien financier du ministère du Développement, du gouvernement de la province d'Erzurum, de 40 universités et sept observatoires de la région. Il s'agit du plus gros projet en astronomie, astrophysique et sciences spatiales du pays.
L'observatoire est construit sur un terrain de 250 hectares au sommet de la colline de Karakaya, 3 170 mètres d'altitude, dans la station de ski de Konaklı, 25 kilomètres au sud d'Erzurum. Il abritera le premier télescope infrarouge de Turquie,,. Le télescope aura un miroir primaire actif de 4 mètres de diamètre et sera équipé d'optique adaptative. Le contrat de construction du télescope a été attribué à la société belge AMOS en 2014. L'appel d'offres pour la conception et la construction du dôme hémisphérique rotatif destiné à abriter le grand télescope a été remporté par la société italienne EIE Group Srl en novembre 2015. La construction de l'observatoire a commencé en 2012 et devrait être achevée en 2019. Le télescope devrait recevoir sa première lumière en 2021.